# Lisonja

Armas do município alemão de Niederaichbach, cuja descrição é fendido de azul e prata, uma lisonja brocante de vermelho

No âmbito da heráldica, a lisonja constitui uma peça em forma de losango ou diamante, cuja proporção entre a sua altura e a largura é de oito para sete. A lisonja distingue-se da fusela, uma peça também de formato losangolar, mas mais estreita e cuja altura tem pelo menos o dobro da largura.
Uma lisonja vazia, ou seja que contém um vazio de forma losangolar,  é designada macla. Uma lisonja furada, ou seja que contém um vazio pequeno de forma circular, é designada rustre.
Quando o campo de um escudo é constituído por lisonjas justapostas de um metal e esmalte diz-se "lisonjado". Se as peças forem fuselas, o campo diz-se "fuselado".
O termo "lisonja" refere-se também a um escudo em forma de losango. Na heráldica da maioria dos países, a lisonja constitui o formato tradicional dos escudos femininos. Por esta razão, o formato de lisonja tem sido ocasionalmente usado como símbolo feminino, mesmo fora do âmbito da heráldica.
Ao contrário da maioria dos restantes países, nos Países Catalães, o escudo em lisonja é usado tradicionalmente em armas não femininas. 

## Lisonjado e fuselado
Diz-se lisonjado o escudo ou uma das suas peças quando têm o campo formado de lisonjas justapostas, alternativamente de metal e de esmalte. Normalmente, as lisonjas são colocadas com o eixo maior no sentido vertical. Podem no entanto ser colocadas com o seu eixo principal orientado em banda ou em contrabanda, ocorrendo então um lisonjado em banda ou um lisonjado em contrabanda. 
O mesmo se aplica quando o escudo ou uma das suas peças têm o campo formado por fuselas, caso em que se diz que o campo é fuselado.

## Exemplos

### Armas com lisonjas e fuselas

Armas do Mónaco: fuselado de prata e vermelho
Armas da Baviera: fuselado em banda de prata e azul
Armas da comuna francesa de Douzens: de ouro, uma lisonja de negro
Armas da família francesa Puy du Fou: de vermelho, três lisonjas vazias (maclas)
Armas da comuna francesa de Le Faouët (Morbihan): de prata, cinco fuselas de vermelho em faixa
Armas da comuna francesa de Montlaur (Alto Garona): de azul, uma lisonja furada (rustre)

### Escudos em lisonja

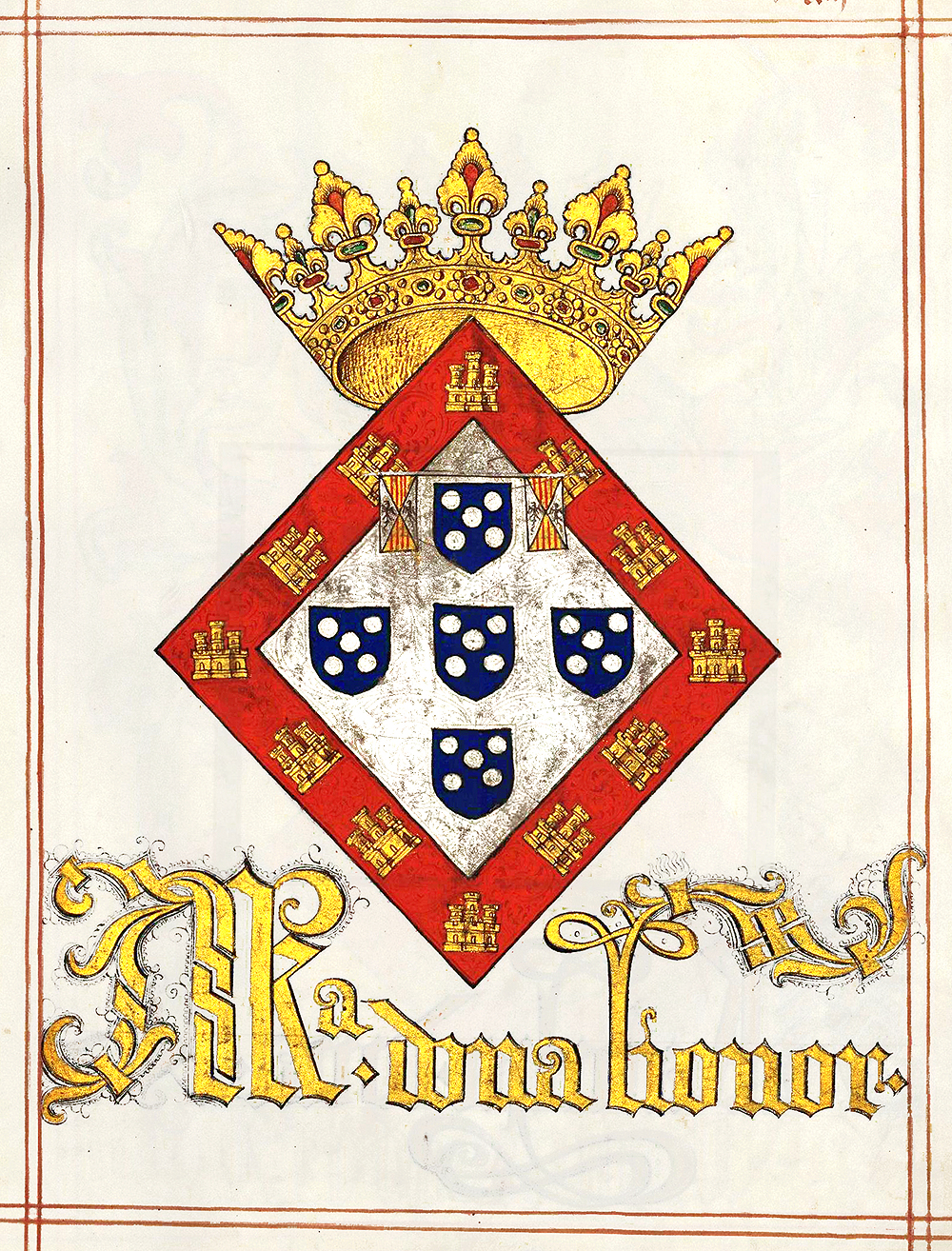
Armas de D. Leonor, Rainha viúva de Portugal
Armas de D. Maria Amélia, princesa do Brasil
Armas de Ana, princesa real do Reino Unido
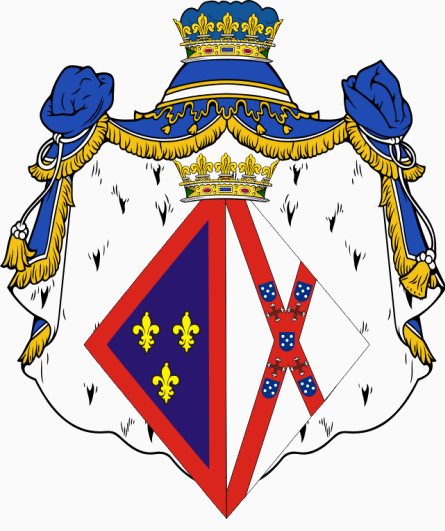
Armas de D. Diana, duquesa do Cadaval
Armas do município catalão de Borredà